# Passo Tre Croci
Der Passo Tre Croci ist ein Pass in den Ampezzaner Dolomiten (Venetien) und verbindet in 1809 m Höhe Cortina d’Ampezzo im Valle del Boite im Westen mit Auronzo di Cadore im Osten. Nördlich des Passes liegt der Monte Cristallo (3221 m), südlich der Sorapiss (3205 m). Über die Passhöhe führt der Dolomiten-Höhenweg 3.
Der Maler Oskar Kokoschka hat 1913 den Pass in einem bekannten Ölbild porträtiert.

## Auffahrten
Die Westauffahrt beginnt in Cortina d’Ampezzo und führt über 7,9 Kilometer bei einer Durchschnittssteigung von 7,3 %. An den Talort anschließend folgen mehrere langgezogene Kurven, ehe der obere Teil auf recht geraden Straßen verläuft. Die Passhöhe befindet sich unterhalb der Waldgrenze. Die höchsten Steigungsprozente von 12 % werden im oberen Teil erreicht.
Der Ausgangspunkt der Ostauffahrt ist Auronzo di Cadore. Die ersten 16 Kilometer führen bei geringer Steigung von rund 2 % über die Ortschaften Case Orsolina, Giralba und Stabiziane. Beim Verlassen von Palus San Marco beginnt der eigentliche Anstieg. In bewaldetem Gebiet geht es nun für fünf Kilometer mit einer durchschnittlichen Steigung von 8,6 % bergauf. Bei der Kreuzung zur SP49, die zum Lago di Misurina führt, nimmt die Steigung ab und führt für rund drei Kilometer über mehrere Anstiege und Abfahrten. Auf dem letzten Kilometer nimmt die Steigung wieder deutlich zu und führt mit 8,5 % im Schnitt auf die Passhöhe. Insgesamt weist die 28 Kilometer lange Ostauffahrt von Auronzo di Cadore eine durchschnittliche Steigung von 3,4 % auf.
Neben der West- und Ostauffahrt kann der Passo Tre Croci auch aus nördlicher Richtung erreicht werden. Von Schluderbach aus muss jedoch zunächst auf der SP49 der Col Sant’Angelo (1757 m) überquert werden, der sich auf der Höhe des Lago di Musurina befindet.

## Giro d’Italia
Der Giro d’Italia überquerte im Jahr 1966 auf der 20. Etappe von Moena nach Belluno erstmals den Passo Tre Croci. Auf der Passhöhe wurde eine Bergwertung abgenommen, die sich der Italiener Ambrogio Portalupi sicherte. Befahren wurde die Westauffahrt von Cortina d’Ampezzo, die seither sieben weitere Male im Programm der Italien-Rundfahrt stand. In der näheren Vergangenheit diente der Passo Tre Croci öfters als Zufahrt zu den Drei Zinnen. Während die Ostauffahrt von Auronzo di Cadore noch nie vom Giro d’Italia befahren wurde, erfolgte in den Jahren 1971 und 1985 eine Anfahrt über den Col Sant’Angelo (1757 m) auf der Nordseite. Im Jahr 2023 wurde der Passo Tre Croci im Rahmen der 19. Etappe überquert, ehe sich das Ziel bei den Drei Zinnen befand.
| Jahr | Etappe     | Bergwertung  | Fahrer             | Auffahrt        |
| ---- | ---------- | ------------ | ------------------ | --------------- |
| 1966 | 20. Etappe | GPM          | Ambrogio Portalupi | West            |
| 1970 | 19. Etappe | GPM          | Michele Dancelli   | West            |
| 1971 | 18. Etappe | GPM          | Selvino Poloni     | Nord (Misurina) |
| 1973 | 19. Etappe | GPM          | José Manuel Fuente | West            |
| 1980 | 19. Etappe | GPM          | Claudio Bortolotto | West            |
| 1981 | 20. Etappe | GPM          | Beat Breu          | West            |
| 1985 | 05. Etappe | GPM          | Rafael Acevedo     | Nord (Misurina) |
| 2007 | 15. Etappe | 2. Kategorie | Leonardo Piepoli   | West            |
| 2013 | 20. Etappe | 2. Kategorie | Pawel Brutt        | West            |
| 2018 | 15. Etappe | 2. Kategorie | Giulio Ciccone     | West            |
| 2023 | 19. Etappe | 2. Kategorie | Derek Gee          | West            |